# Obszar ochrony ścisłej Zaborów Leśny
Zaborów Leśny – obszar ochrony ścisłej o powierzchni 90,60 ha położony w południowej części Kampinoskiego Parku Narodowego, utworzony w 1959 roku.
Leży kilkaset metrów na północ od wysuniętych zabudowań wsi Buda, tuż przy niewyróżnionej miejscowości Zaborów Leśny. W bezpośrednim sąsiedztwie są także OOŚ „Cyganka” i „Kalisko”, zaś wzdłuż południowej i wschodniej granicy obszaru przepływa Kanał Zaborowski. Przez jego teren przebiegają  Południowy Szlak Leśny (rezerwat leży na jego 44 kilometrze),  Południowy Szlak Krawędziowy (18 kilometr) i  Szlak im. Powstańców Warszawskich.
Obszar ochrony ścisłej obejmuje głównie tereny wydmowe i bagienne, porośnięte borem sosnowym świeżym i wilgotnym, olsami, łozami oraz olszyną. Znajdują się tu turzycowisko Trzy Włóki, a także uroczysko „Park” (jego teren porastają m.in. modrzewie i brzozy – pozostałość po dawnym parku; zawiera także małe jeziora). Są tu także zlokalizowane: mogiła powstańców styczniowych poległych w bitwie pod Budami Zaborowskimi i obozowisko turystyczne. W południowej części obszaru znajduje się leśniczówka, a w jej sąsiedztwie grupa pomników przyrody: liczących około 150–250 lat dębów szypułkowych i lip drobnolistnych. Występują tu m.in. łosie oraz żurawie, a w stawach rybnych także bobry.